# 阿卡西亚斯魮脂鲤
阿卡西亚斯魮脂鯉，為輻鰭魚綱脂鯉目脂鯉亞目脂鯉科的其中一個種，為熱帶淡水魚，分布於哥伦比亚的奧里諾科河上游流域，體長可達2.9公分，棲息底中層水域，生活習性不明。